# Nikola Vajdová
Nikola Vajdová (* 14. Januar 1989 in Bratislava, Tschechoslowakei), verheiratete Nikola Kovalíková, ist eine ehemalige slowakische Tennisspielerin.

## Karriere
Die aus Bratislava stammende Nikola Vajdová begann im Alter von acht Jahren mit dem Tennisspielen und debütierte 2004 beim ITF-$10.000-Turnier in der slowakischen Stadt Prešov auf dem ITF Women’s Circuit. Für das Turnier erhielt sie vom Veranstalter eine Wildcard für die Qualifikation und konnte sich durch zwei Siege für das Hauptfeld qualifizieren. Dort unterlag sie aber in der ersten Runde ihrer Landsfrau Linda Smoleňáková. Zwei Jahre später startete sie gemeinsam mit ihrer Landsfrau Patrícia Verešová beim ITF-$10.000-Turnier im ungarischen Győr im Doppelwettbewerb und konnten dort das Finale erreichen, wo sich einen ungarischen Duo geschlagen geben mussten. Im darauffolgenden Jahr startete in der israelischen Stadt Ramat haScharon bei einem ITF-$10.000-Turnier und sich dort bis ins Finale spielen. In drei Sätzen unterlag sie dort dann der Griechin Anna Gerasimou. Im selben Jahr nahm sie auch am Opus-Cup in der deutschen Stadt Garching bei München teil und konnte auch dort das Finale erreichen. Mit 6:1 und 6:1 besiegte sie dort die Italienerin Evelyn Mayr deutlich und sicherten sich ihren ersten Titel auf dem ITF Women’s Circuit.
Kurz nachdem Titelgewinn gab sie bei der Banka Koper Slovenia Open 2007 ihr Debüt auf der WTA Tour. In der Qualifikation des Turniers schied sie in der zweiten Runde gegen die Britin Katie O’Brien aus. Im darauffolgenden Jahr nahm sie gemeinsam mit Romana Tabák am Doppelwettbewerb des ITF-$10.000-Turniers in der slowakischen Stadt Michalovce teil und mussten sich erst im Finale einem slowakisch-polnischen Duo geschlagen geben. Im Verlauf des Jahres konnte sie zudem beim ITF-$10.000-Turnier in der österreichischen Hauptstadt Wien und beim ITF-$10.000-Turnier im polnischen Kędzierzyn-Koźle das Finale erreichen, wo sie aber gegen die Österreicherin Nikola Hofmanova bzw. die Tschechin Simona Dobrá unterlag. Zwei Jahre später startete sie in der türkischen Hauptstadt Antalya bei einem ITF-$10.000-Turnier. Während sie dort im Einzel bereits in der zweiten Runde gegen die Polin Barbara Sobaszkiewicz ausschied, erreichte sie im Doppel mit ihrer Landsfrau Chantal Škamlová das Finale. Dort konnten sie sich in zwei Sätzen gegen ein türkisch-italienisches Doppel durchsetzen und sicherten sich jeweils ihren ersten Doppeltitel auf dem ITF Women’s Circuit.
Im Jahr 2012 nahm sie am ITF-$10.000-Turnier im tunesischen Monastir teil und spielte sich bis ins Finale. Dort traf sie auf die Deutsche Vivian Heisen und besiegte diese in drei Sätzen, wodurch sie sich ihren dritten und letzten Titel auf dem ITF Women’s Circuit sicherte. Während sie bereits 2016 beim ITF-$10.000-Turnier im slowakischen Trnava ihr letztes Einzelturnier auf der Tour spielte und dort in der ersten Runde der Qualifikation ausschied, nahm sie gemeinsam mit ihrer Landsfrau Timea Jarušková 2017 an zwei Doppelturnieren teil. Beim ITF-$15.000-Turnier in Trnava erreichten sie die zweite Runde, wo sie sich gegen ein deutsch-russisches Duo geschlagen geben musste, und beim ITF-$15.000-Turnier im griechischen Iraklio schieden sie bereits in der ersten Runde gegen ein belgisch-bulgarisches Duo aus. Nach diesen beiden Turnieren beendete Nikola Vajdová ihre Karriere als Tennisspielerin.

## Turniersiege

### Einzel
| Nr. | Datum            | Turnier  | Kategorie   | Belag     | Finalgegnerin | Ergebnis      |
| --- | ---------------- | -------- | ----------- | --------- | ------------- | ------------- |
| 1.  | 22. Juli 2007    | Garching | ITF $10.000 | Sand      | Evelyn Mayr   | 6:1, 6:1      |
| 2.  | 4. November 2012 | Monastir | ITF $10.000 | Hartplatz | Vivian Heisen | 6:3, 1:6, 6:3 |

### Doppel
| Nr. | Datum            | Turnier | Kategorie   | Belag | Partnerin        | Finalgegnerinnen                | Ergebnis |
| --- | ---------------- | ------- | ----------- | ----- | ---------------- | ------------------------------- | -------- |
| 1.  | 11. Oktober 2010 | Antalya | ITF $10.000 | Sand  | Chantal Škamlová | Başak Eraydın Camilla Rosatello | 6:1, 6:3 |

## Familie
Nikola Vajdová ist die Tochter des slowakischen Tennisspielers und -trainers Marián Vajda. Ihr jüngere Schwester Natália Vajdová war ebenfalls als Tennisspielerin aktiv. Nachdem sie sich 2018 verlobt hatten, heiratete Nikola Vajdová am 16. Februar 2019 im Martinsdom in ihrer Geburtsstadt den slowakischen Tennisspieler Jozef Kovalík und nahm dessen Nachnamen an. Im September 2019 wurden die beiden Eltern ihres ersten gemeinsamen Kindes.